# Азаваг

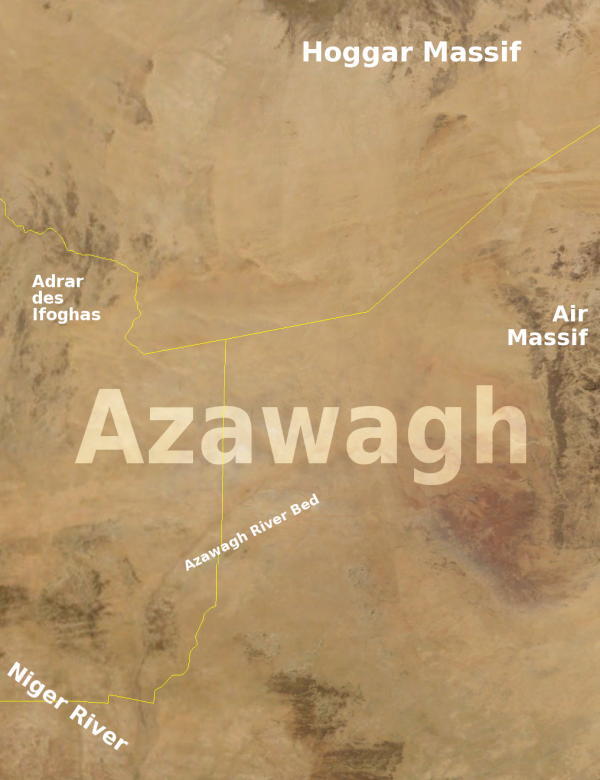
Басейн Азаваг та навколишні географічні об'єкти, які видно з космосу. Жовті лінії позначають міжнародні кордони

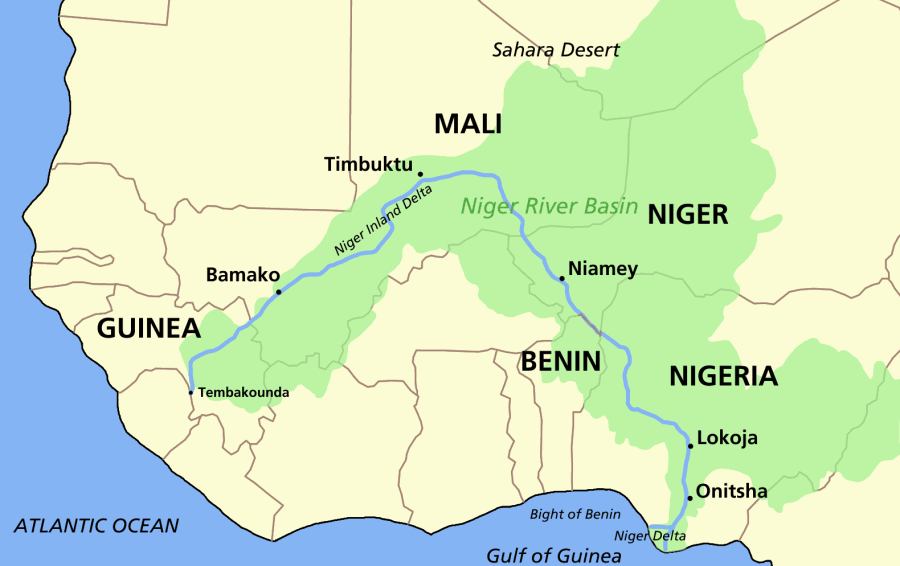
Азаваг утворює північно-східні частини басейну річки Нігер, хоча сьогодні річка тривалий час пересихає, і територія в кращому випадку живиться сезонними підземними річками

18°18′ пн. ш. 5°18′ сх. д. / 18.3° пн. ш. 5.3° сх. д.
Азаваг (також Азауаг або Азавак) — сухий басейн в Африці, що включає територію північно-західного Нігеру, а також частини північно-східного Малі та південного Алжиру. Азаваг в основному складається з рівнин Сахеля та Сахари. Населений переважно туарегами, з кількома арабомовними меншинами, бузу, водобі та недавнім припливом народів хауса та джерма.
.